# Marco Boncompagni Ludovisi Ottoboni, V duca di Fiano
Marco Boncompagni Ludovisi Ottoboni, V duca di Fiano (Roma, 29 gennaio 1741 – Roma, 2 gennaio 1818), è stato un nobile e militare italiano.

## Biografia
Marco, nato a Roma nel 1741, era figlio terzogenito di Pietro Gregorio Ottoboni Boncompagni Ludovisi e di sua moglie, Maria Francesca Ottoboni. Per parte di suo padre era imparentato coi principi di Piombino e con papa Gregorio XIII. Sua madre, imparentata con papa Alessandro VIII, era stata designata come primogenita sulla base del fedecommesso istituito dal medesimo pontefice quale erede universale della fortuna dei duchi Ottoboni, con possibilità di trasmissione ai suoi figli.
La condizione di figlio ultrogenito di Marco, ad ogni modo, gli fece prospettare una carriera militare all'interno dell'esercito del Sacro Romano Impero, ove raggiunse il grado di capitano. Nel 1785 ottenne la nomina a cavaliere dell'Ordine Costantiniano di San Giorgio del Regno di Napoli e per conto della medesima istituzione, nel 1787, divenne commendatore della commenda di San Paolo in Sicilia. Il suo servizio si estese anche alla Santa Sede dove nel 1789 divenne vice castellano di Castel Sant'Angelo ed ottenne il titolo onorifico di Cameriere d'Onore di Cappa e Spada di Sua Santità. Sotto il pontificato di Pio VI fu colonnello del "Reggimento dei Verdi", ispettore dei corazzieri pontifici e nel 1796 venne infine promosso al rango di generale delle milizie pontificie.
Pur con l'avanzata dei francesi di Napoleone in Italia, seppe mantenersi abilmente in bilico tra il potere pontificio e quello napoleonico, giungendo ad essere nominato tra i senatori di Roma dal Bonaparte nel 1809. Alla morte prematura di suo fratello Alessandro prima e di suo fratello Antonio poi, non avendo questi avuto eredi, gli succedette ai titoli materni nel ducato di Fiano nel 1806.
Morì a Roma il 2 gennaio 1818.

## Matrimonio e figli
Marco sposò a Roma la principessa Giustiniana Sambiase Sanseverino, figlia di Vincenzo Sambiase Sanseverino, IV principe di Campana e di sua moglie, la duchessa Giovanna Ruffo di Baranello. La coppia ebbe insieme i seguenti eredi:
- Luisa (1799-1836), sposò il cavaliere Francesco Pappafava de' Carraresi
- Giovanna (1802-?), sposò il marchese Gerolamo Serlupi Crescenzi
- Alessandro (1805-1837), VI duca di Fiano, sposò Costanza Boncompagni Ludovisi

## Albero genealogico
|                                                                         |                   |                                                                  | Genitori                                   |  |  | Nonni |  |  | Bisnonni                         |  |  | Trisnonni                             |  |
|                                                                         |                   |                                                                  |                                            |  |  |       |  |  | Ugo Boncompagni, IV duca di Sora |  |  | Gregorio Boncompagni, II duca di Sora |  |
|                                                                         |                   |                                                                  |                                            |  |  |       |  |  | Ugo Boncompagni, IV duca di Sora |  |  | Gregorio Boncompagni, II duca di Sora |  |
|                                                                         |                   | Eleonora Zapata                                                  |                                            |  |  |       |  |  | Ugo Boncompagni, IV duca di Sora |  |  |                                       |  |
| Antonio I Boncompagni, VI duca di Sora                                  |                   |                                                                  |                                            |  |  |       |  |  | Ugo Boncompagni, IV duca di Sora |  |  |                                       |  |
|                                                                         |                   | Maria Ruffo di Bagnara                                           | Francesco Ruffo, II duca di Bagnara        |  |  |       |  |  |                                  |  |  |                                       |  |
|                                                                         |                   | Maria Ruffo di Bagnara                                           | Francesco Ruffo, II duca di Bagnara        |  |  |       |  |  |                                  |  |  |                                       |  |
|                                                                         |                   | Maria Ruffo di Bagnara                                           | Guiomara Ruffo di Santa Severina           |  |  |       |  |  |                                  |  |  |                                       |  |
| Pietro Gregorio Ottoboni Boncompagni Ludovisi, ex uxor II duca di Fiano |                   | Maria Ruffo di Bagnara                                           |                                            |  |  |       |  |  |                                  |  |  |                                       |  |
|                                                                         |                   | Gregorio Boncompagni, V duca di Sora, II co-principe di Piombino | Ugo Boncompagni, IV duca di Sora           |  |  |       |  |  |                                  |  |  |                                       |  |
|                                                                         |                   | Gregorio Boncompagni, V duca di Sora, II co-principe di Piombino | Ugo Boncompagni, IV duca di Sora           |  |  |       |  |  |                                  |  |  |                                       |  |
|                                                                         |                   | Gregorio Boncompagni, V duca di Sora, II co-principe di Piombino | Maria Ruffo di Bagnara                     |  |  |       |  |  |                                  |  |  |                                       |  |
| Maria Eleonora Boncompagni Ludovisi, III principessa di Piombino        |                   | Gregorio Boncompagni, V duca di Sora, II co-principe di Piombino |                                            |  |  |       |  |  |                                  |  |  |                                       |  |
|                                                                         |                   | Ippolita Ludovisi, II co-principessa di Piombino                 | Niccolò I Ludovisi, I principe di Piombino |  |  |       |  |  |                                  |  |  |                                       |  |
|                                                                         |                   | Ippolita Ludovisi, II co-principessa di Piombino                 | Niccolò I Ludovisi, I principe di Piombino |  |  |       |  |  |                                  |  |  |                                       |  |
|                                                                         |                   | Ippolita Ludovisi, II co-principessa di Piombino                 | Costanza Pamphilj                          |  |  |       |  |  |                                  |  |  |                                       |  |
| Marco Ottoboni Boncompagni Ludovisi, V duca di Fiano                    |                   | Ippolita Ludovisi, II co-principessa di Piombino                 |                                            |  |  |       |  |  |                                  |  |  |                                       |  |
|                                                                         | Agostino Ottoboni | Marco Ottoboni                                                   |                                            |  |  |       |  |  |                                  |  |  |                                       |  |
|                                                                         | Agostino Ottoboni | Marco Ottoboni                                                   |                                            |  |  |       |  |  |                                  |  |  |                                       |  |
|                                                                         | Agostino Ottoboni | Vittoria Tornielli                                               |                                            |  |  |       |  |  |                                  |  |  |                                       |  |
| Marco Ottoboni, I duca di Fiano                                         | Agostino Ottoboni |                                                                  |                                            |  |  |       |  |  |                                  |  |  |                                       |  |
|                                                                         |                   | Paolina Bernardo                                                 |                                            |  |  |       |  |  |                                  |  |  |                                       |  |
|                                                                         |                   |                                                                  |                                            |  |  |       |  |  |                                  |  |  |                                       |  |
|                                                                         |                   |                                                                  |                                            |  |  |       |  |  |                                  |  |  |                                       |  |
| Maria Francesca Ottoboni                                                |                   |                                                                  |                                            |  |  |       |  |  |                                  |  |  |                                       |  |
|                                                                         |                   | Gregorio Boncompagni, V duca di Sora, II co-principe di Piombino | Ugo Boncompagni, IV duca di Sora           |  |  |       |  |  |                                  |  |  |                                       |  |
|                                                                         |                   | Gregorio Boncompagni, V duca di Sora, II co-principe di Piombino | Ugo Boncompagni, IV duca di Sora           |  |  |       |  |  |                                  |  |  |                                       |  |
|                                                                         |                   | Gregorio Boncompagni, V duca di Sora, II co-principe di Piombino | Maria Ruffo di Bagnara                     |  |  |       |  |  |                                  |  |  |                                       |  |
| Giulia Boncompagni                                                      |                   | Gregorio Boncompagni, V duca di Sora, II co-principe di Piombino |                                            |  |  |       |  |  |                                  |  |  |                                       |  |
|                                                                         |                   | Ippolita Ludovisi, II co-principessa di Piombino                 | Niccolò I Ludovisi, I principe di Piombino |  |  |       |  |  |                                  |  |  |                                       |  |
|                                                                         |                   | Ippolita Ludovisi, II co-principessa di Piombino                 | Niccolò I Ludovisi, I principe di Piombino |  |  |       |  |  |                                  |  |  |                                       |  |
|                                                                         |                   | Ippolita Ludovisi, II co-principessa di Piombino                 | Costanza Pamphilj                          |  |  |       |  |  |                                  |  |  |                                       |  |
|                                                                         |                   | Ippolita Ludovisi, II co-principessa di Piombino                 |                                            |  |  |       |  |  |                                  |  |  |                                       |  |